# Mile Budak
Mile Budak (né le 30 août 1889 à Sveti Rok (en) et mort le 7 juin 1945 à Zagreb) est un homme politique et écrivain croate.
Il est connu comme l'un des principaux idéologues du mouvement fasciste croate des Oustachis, qui a dirigé l'État indépendant de Croatie de 1941 à 1945 pendant la Seconde Guerre mondiale en Yougoslavie et qui a mené une campagne génocidaire d'extermination contre sa population rom et juive, et d'extermination, d'expulsion et de conversion religieuse contre sa population serbe.